# ペンサコーラ山脈
ペンサコーラ山脈（ペンサコーラさんみゃく、英語: Pensacola Mountains）とは南極大陸にある山脈である。南極を横断する山脈の一部をなしており、全長450キロメートル、面積86,850平方キロメートル、一番高いところで標高は2,150メートルである。1956年1月13日、アメリカの探検家により発見された。